# إعلان البندقية
إعلان البندقية (المعروف أيضًا باسم إعلان قمة البندقية) كان اتفاقًا صادرًا عن اللجنة الاقتصادية المكونة من تسعة أعضاء في الجماعة الاقتصادية الأوروبية، التي اجتمعت في يونيو 1980 بالاشتراك مع منظمة التحرير الفلسطينية. دعا الإعلان إلى الاعتراف بحق الفلسطينيين في الحكم الذاتي وحق منظمة التحرير الفلسطينية في الارتباط بمبادرات السلام.

## محتوى الإعلان
في الوقت الذي تصاعدت فيه التوترات في الصراع العربي الإسرائيلي، قررت الدول الأوروبية أن المفاوضات الحالية (بتنسيق من الولايات المتحدة) لم تنجح، وأن الوضع خطير، وأنهم بحاجة للتدخل. ولدى تبرير دورها في المفاوضات، أشارت الدول الأوروبية التسع إلى مصالحها التقليدية والمشتركة على أنها روابط مع المنطقة. واستندوا في إعلان البندقية على قرار مجلس الأمن 242 وقرار مجلس الأمن 338. وشددوا، في النقطة الرابعة من الإعلان، على أنهم معنيين في المقام الأول بـ “المبدأين المقبولين عالمياً من قبل المجتمع الدولي: الحق في الوجود والأمن لجميع دول المنطقة، بما في ذلك إسرائيل، والعدالة لجميع الشعوب، مما يعني الاعتراف بالحقوق المشروعة للشعب الفلسطيني”. كما ذكروا ضرورة وضع حدود في الشرق الأوسط والحفاظ على السلام داخلها. وبينما قالوا إن من المهم إعادة توطين اللاجئين الفلسطينيين، شدد القادة الأوروبيون على قيمة الحكم الذاتي للفلسطينيين، ومثل الإسرائيليين، يجب أن يشاركوا في عملية التسوية السلمية. علاوة على ذلك، يؤكد الإعلان أن هذه المبادئ ضرورية لإحلال السلام وأنه ينبغي لجميع المعنيين، الفلسطينيين والإسرائيليين، الوصول إلى القدس. قررت القوى الأوروبية التسع أنه ينبغي لإسرائيل أن تضع حداً للاحتلال الإقليمي الذي حافظت عليه منذ حرب 1967. “ واختتموا بالقول إن القوة ستستخدم لتنفيذ الإعلان وأنها، القوى الأوروبية التسع، ستتواصل مع دول الشرق الأوسط من أجل الشروع في التغييرات.

## الردود على إعلان البندقية
باختصار، سعى إعلان البندقية إلى وضع حدود وتأمين السلام. ولتحقيق ذلك ، أرادوا منح تقرير المصير للفلسطينيين والحد من السياسات الإقليمية لإسرائيل. من خلال جهود عرفات تم الاعتراف بحق الفلسطينيين’ في الحكم الذاتي وأن منظمة التحرير الفلسطينية تأسست كمنظمة جامعة للفلسطينيين. وهكذا، تم تكليف عرفات بتنفيذ إعلان البندقية لأنه كان رئيس منظمة التحرير الفلسطينية. ومع ذلك، كان تحت ضغط كبير من اليمينيين الإسرائيليين, الذين شعروا أن إعلان البندقية لم يفيدهم، والعرب الأكثر محافظة، الذين شعروا أن الإعلان أهمل مسألة ما يجب فعله مع الأردن والضفة الغربية. كما كانت الردود عنيفة. ساهمت سوريا، من خلال صبري البنا وهو مسؤول سابق في فتح، في اغتيال نعيم خضر ممثل منظمة التحرير الفلسطينية في بلجيكا.